# سراسرنمایی از ایران

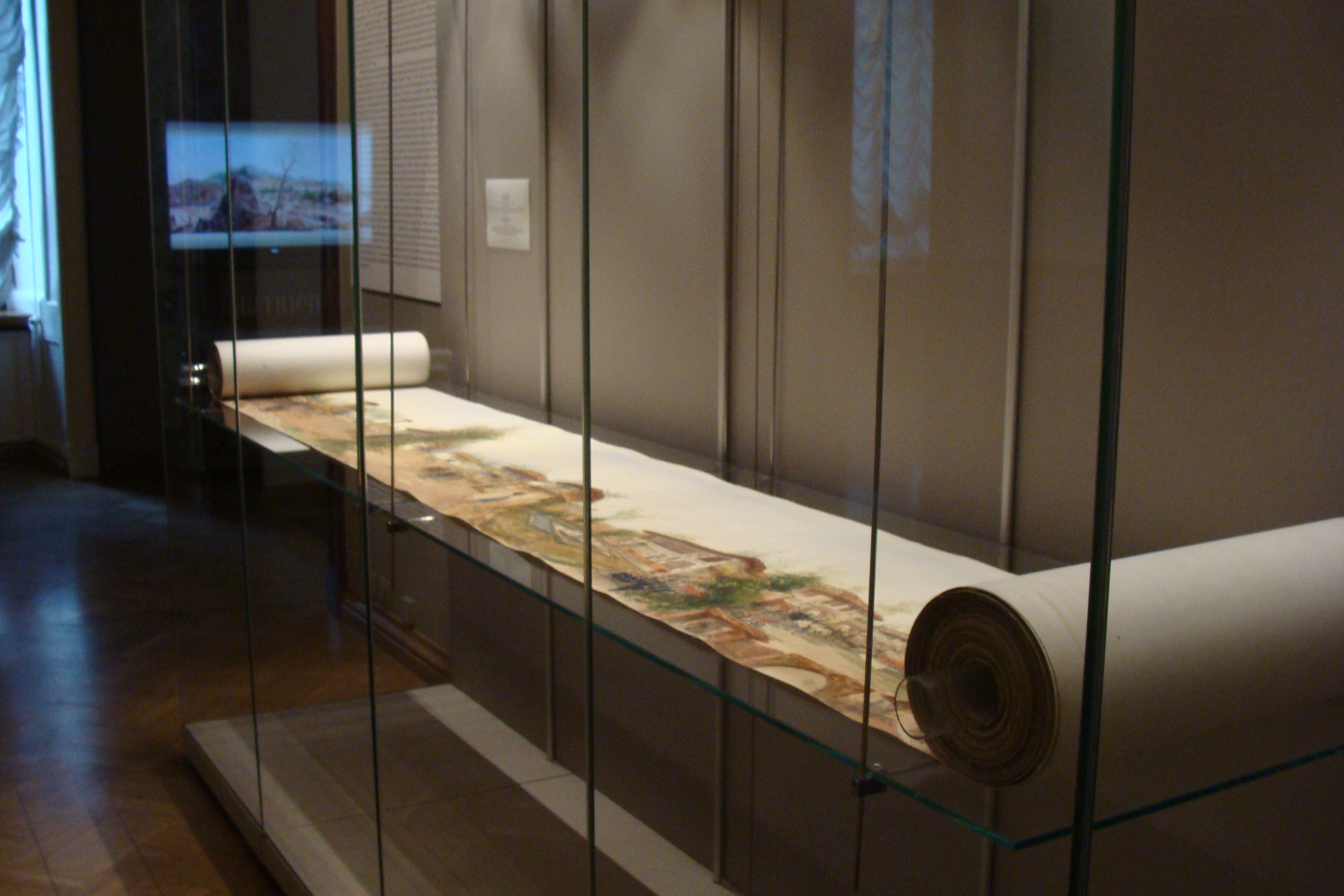
طومار «سراسرنمایی از ایران» توسط پاول پیاستسکی.. ابعاد طومار ۵۹٫۶ × ۴۸٫۵ سانتی‌متر است. این اثر در مالکیت موزه ارمیتاژ است و به عنوان بخشی از نمایشگاه «فرهنگ و هنر ایران در قرن‌های هشتم-اوایل بیستم» (موزه دولتی ارمیتاژ) در طبقه ۲، اتاق شماره ۳۸۹ آن موزه به نمایش درآمد.

سَراسَرنَمایی از ایران (به انگلیسی: Panorama of Persia، به روسی: Панорама Персии) با نام رسمی «سراسرنمایی از ایران، در مسیر سفارت ویژه روسیه به سرپرستی ژنرال ا.ن. کروپاتکین از انزلی تا تهران»  سراسرنمایی است که توسط پاول یاکولویچ پیاستسکی نقاشی شده است و راهِ انزلی تا تهران را نشان می‌دهد. این نقاشی در فوریه ۱۸۹۵م (تقریبا بهمن ۱۲۷۳ شمسی) در عشق‌آباد به پایان رسید و اکنون تحت مالکیت موزه ارمیتاژ است. در این سراسرنما از کاغذ، آبرنگ، رنگدانه سفید و مدادهای گرافیتی استفاده شده‌است.
پاول پیاستسکی از اعضای ماموریتِ تحت فرماندهی الکسی کروپاتکین بود. در سال ۱۸۹۵ «سفارت ویژه روسیه در ایران» به کروپاتکین اعطا شد تا به سلطنت رسیدن نیکلای دوم را اعلام کند. در حین این مأموریت، پاول پیاستسکی نقاشی مشهور خود «سراسرنمایی از ایران» را تکمیل کرد.
مسیرِ نقاشی شده، از انزلی آغاز شده، در ادامه از  رشت و قزوین عبور می‌کند و تهران پایان می‌یابد. این سراسرنما محیط شهری، جاده‌ها، کاروانسراها، چشم‌اندازهای طبیعی (مانند دامنه‌های البرز) و کاخ‌های شاهی را در برمی‌گیرد.